# Kałowo
Kałowo – osada w Polsce położona w województwie wielkopolskim, w powiecie leszczyńskim, w gminie Krzemieniewo.
W latach 1975−1998 miejscowość administracyjnie należała do województwa leszczyńskiego.